# Частина 2: Дитя
Частина 2: Дитя — другий епізод американського телевізійного серіалу «Мандалорець». Написаний шоуранером серії Джоном Фавро, режисер Дейв Філон, випущений на «Disney+» 15 листопада 2019 року. Головну роль грає Педро Паскаль — Мандалорець, самотній мисливець за головами, який вирушає на завдання загадкового Клієнта. Епізод виграв дві премії «Еммі» Прайм-тайм.

## Зміст
Повертаючись на свій корабель з Немовлям, Мандалорець прмічає, що піщані ящірки розбіглися. Потім промайнула тінь. Мандалорець відбивається від засідки інших мисливців за головами, які прибули за Дитиною. Більш-менш покращивши свій стан, він, підійшовши до корабля, виявляє, що тубільці з раси джав розібрали судно на частини. Мандалорець намагається наздогнати торговців брухтом, штурмуючи їх наземну баржу Сендкраулер, але падає з даху при переслідуванні зазнавши одночасно кількох енергетичних пострілів. Тому він вирушає пішки до ферми вологозбирача. Уночі Мандо і Квїл їдуть на «дівчатках» до джав.
Наступного дня Квїл допомагає Мандо знайти джавів і домовитися з ними про повернення компонентів корабля. Джави вимагають від Мандалорця якесь «Яйце». Джави сендкраулером везуть Мандалорця до Яйця, що знаходиться в темній печері, яка виявляється лігвом носорога мадхорна.
Розлючений мадхорн викидає супротивника і готується вбити знесиленого Мандалорця. До того часу Мандо з десяток разів літав повітрям від ударів тварини. Мандалорець у пошматованих обладунках стрічає мадхорна із ножем в руці. Але в цей момент Малюк, яка весь цей час стежив за битвою, несподівано використовує проти звіра Силу. Мадхорн зависає в повітрі, що дозволяє Мандалорцю вбити звіра. Малюк, тим часом, впадає в сплячку.
Обмінявши яйце мадхорна на складові корабля, Мандалорець і Квїл відновлюють зруйноване судно. Мандалорець пропонує Квїлу частину нагороди або місце механіка на кораблі, але той відмовляється, кажучи, що вперше за все життя відчув себе вільним. Мандалорець з Малюком залишають планету. Вже в польоті Малюк опритомнює.

## Створення
Музику до серії написав Людвіг Йоранссон.

## Сприйняття
«Частина 2: Дитя» отримала визнання критики. На «Rotten Tomatoes» серія отримала відгук схвалення 92 % із середнім рейтингом 7,55/10, заснований на 37 відгуках. Консенсус критиків вебсайту такий: «Коротка, але ефективна „Частина 2“ відповідає на кілька запитань, разом з тим рухає історію разом із прекрасною простотою, яка одночасно задовольняє та інтригує»
Кріс Е. Гейнер з «GameSpot» описав другий епізод як «шоу, яке ми шукали». Сусанна Поло для «Polygon» так пойменувала епізод: «він відзнятий, як один із суперхітів „Cartoon Network“», порівнюючи його з Самураєм Джеком. Бен Ліндберг із «The Ringer» поставив під сумнів майстерність мандалорця, яку вважали «найкращою в парсеці», але після неодноразового намотування на «Арвала-7», схоже, що схвалення перекладається як «найбільш функціональний мисливець за головами в обмеженому пулі талантів»".
Епізод був номінований на 3 премії Прайм-тайм «Еммі»: «Видатні спеціальні візуальні ефекти», «Видатний монтаж камер для однокамерного серіалу» та «Видатне змішування звуку для комедії чи драматичного серіалу (півгодини) та анімації». Епізод отримав нагороди за видатні спеціальні візуальні ефекти та видатне змішування звуку для комедійного або драматичного серіалу (півгодини) та анімації.

## Знімались
- Педро Паскаль — Мандалорець
- Нік Нолті — Квіл
- та інші